# Jacksonville Jaguars
Jacksonville Jaguars er et professionelt amerikansk fodboldhold, der spiller i AFC South-divisionen i NFL. Holdet har hjemme i Jacksonville i Florida, og spiller deres hjemmekampe på TIAA Bank Field. Holdet blev oprettet i 1995, da ligaen blev udvidet. Holdet har været i playoffs adskillige gange, men har ikke vundet andre titler end to sejre i divisionen. Holdet etablerede sig hurtigt efter oprettelsen som et af de stærkere hold i ligaen, og nåede som det første hold nogensinde playoffs i tre af sine første fire sæsoner. Holdets profiler omfatter pt. blandt andet cornerback Rashean Mathis, running back Maurice Jones-Drew og Quarterback Blaine Gabbert.

## Head Coaches
Jacksonville Jaguars har haft to head coaches siden klubben blev oprette tilbage i 1995. Tom Coughlin var den første head coach, som havde jobbet i perioden fra 1995-2002. Tom Coughlin nåde at vinde 68 regular season kampe og tabe desuden 60 regular season kampe. Han blev fyret i 2002, efter en skuffende sæson. Tom Coughlins afløser som head coach blev Jack Del Rio. Jack Del Rio har indtil videre ført Jacksonville Jaguars to gange i playoff (2005 og 2007), hvor holdet begge gange har tabt til New England Patriots.

## Historie

### 1995
1995 blev den første NFL-sæson for både Jaguars og Carolina Panthers, som begge var blevet en del af NFL efter en udvidelse af ligaen. Jaguars skulle opbygge et nyt hold, og derfor var det første år præget af mange nye spillere, som Jaguars enten havde draftet eller hentet på free agent. Jaguars vandt fire kampe i løbet af sæsonen, og tabte de resterende 12 kampe.

### 1996
Jacksonville Jaguars fik hurtigt succes, da man blot et år efter oprettelsen af holdet, formåede at kvalificere sig til slutspillet vha. en sejr over Atlanta Falcons i sidste runde. Her var Jaguars heldige, i og med at Morten Andersen, kicker for Atlanta Falcons, missede et blot 30 yards field goal, og dermed sendte Jaguars i playoff. Jaguars startede ud med at vinde deres første playoff kamp 30-27 over Buffalo Bills i Buffalo. Herefter gik turen til Mile High Stadium, hvor favoritterne fra Denver Broncos ventede. Jaguars vandt ligeledes 30-27 over Broncos, hvilket regnes som en af de største sejre i Jaguars' historie. Jimmy Smith WR og Mark Brunell QB spillet begge en stor kamp mod Broncos. Sidstnævnte havde i løbet af hele sæsonen spillet godt, hvilket resulterede i hele 4,367 passing yards (Flest i NFL) og en Pro Bowl MVP. Med sejren over Broncos havde Jaguars spillet sig i AFC Championship kampen, som skulle spilles mod New England Patriots. Her tabte Jaguars dog, og dermed sluttede den ellers eventyrlige sæson.

### 1997
Jacksonville Jaguars formåede endnu en gang at kvalificere sig til slutspillet. De sluttede med en 11-5 record i regular season og fik dermed kun et Wild Card. Jaguars tabte dog deres første kamp i playoff, da Denver Broncos vandt hele 42-17, og dermed fik Broncos deres revanche fra året før. Broncos vandt faktisk Super Bowl i denne sæson.

### 1998
Jacksonville Jaguars formåede for tredje gang i træk at kvalificere sig til slutspillet, hvilket var første gang, at et nyt hold formåede at kvalificerer sig tre gange til slutspillet på blot fire år. Jaguars havde en record på 11-5, hvilket resulterede i, at Jaguars blev AFC Central mestre. Dermed skulle de for første gang spille en hjemmekamp i playoff. Det blev mod New England Patriots, og denne kamp vandt Jaguars med 25–10. Jaguars tabte dog ugen efter til New York Jets 34-24. 

### 1999
Jacksonville Jaguars genvandt AFC Central titlen med en record på 14-2, og sikrede sig dermed hjemmebane fordel igennem hele slutspillet. Jaguars startede med at møde Miami Dolphins i slutspillet. Her vandt Jaguars med hele 62-7, og det blev tilmed den legendariske Miami QB's, Dan Marino, sidste kamp. Jaguars tabte den næste kamp til Tennessee Titans, som også havde slået Jaguars to gange i regular season.

### 2000-2004
I løbet af disse fem år nåede Jaguars ikke slutspillet. I begyndelsen af denne periode var Jaguars præget af problemer med det såkaldte salary cap, hvilket gjorde at holdet ikke var i stand til at bibeholde deres talentfulde spillere. Til og med sæsonen 2002 vandt Jaguars kun 19 kampe ud af i alt 48, hvilket førte til at Tom Coughlin (Head Coach) blev fyret.
I 2003 kunne Jack Del Rio overtage posten som Head Coach. Han havde tideligere været defensive coordinator i Carolina Panthers, hvor han havde forvandlet Carolina Panthers' defence til et af de bedste i ligaen. Jaguars draftede Byron Leftwich QB i første runde af 2003 draften, som var tiltænkt som afløser for den aldrende Mark Brunell. Jaguars endte 2003 sæsonen med blot fem sejre. Året efter (2004) slutter Jaguars 9-7, hvilket var første gang i mange år, at holdet havde vundet flere kamp end tabt. Det var dog stadig ikke nok til at nå slutspillet.

### 2005
Jaguars endte sæsonen 2005 med en record på hele 12-4, som dog stadig ikke var nok til at vinde AFC South, da Indianapolis Colts sluttede med en rekord på hele 14-2. Jaguars kvalificerede sig sig dog til slutspillet, men skulle møde New England Patriots, som de senere tabte til. Denne kamp blev den sidste for en af Jaguars' bedste wide receiver, Jimmy Smith, som besidder mange wide receiver rekorder for Jaguars.

### 2006
Massere skader gjorde, at Jaguars måtte nøjes med en middelmådig sæson, der ikke resulterede i en playoff plads. Maurice Jones-Drew HB og Fred Taylor HB havde dog begge gode sæsoner, og de var tæt på begge at krydse 1000 yards russing.

### 2007
Jaguars' head coach, Jack Del Rio, udnævnte backup quaterback, David Garrard, til starter i off season. Det betød, at Byron Leftwich, der hidtil havde været quaterback, blev byttet til Atlanta Falcons. Det viste sig at være en god beslutning, da David Garrard spillede en god sæson, hvor han førte holdet til slutspillet og selv endte med en quarterback rating på over 100. Jaguars måtte dog nøjes med et Wild Card, da Indianapolis Colts vandt AFC South foran Jaguars. Det betød at Jaguars skulle møde Pittsburgh Steelers på Heinz Field. Jaguars vandt 31-29 takket være en velspillende Maurice Jones-Drew og ikke mindst David Garrard, som havde et meget afgørende 32-yard løb med blot 2:38 tilbage. Jaguars skulle derefter møde de ubesejrede New England Patriots, som endnu engang skulle vise sig at være endestationen. 

### 2008 – nu
I 2008 havde Jaguars en meget skuffende sæson, hvor holdet kun formåede at vinde fem kampe. Man havde ellers spået Jaguars til at nå slutspillet og måske endda en mulig Super Bowl vinder, men mange skader på den offensive linje ødelagde Jaguars' sæson.
Jaguars havde op til 2009 sæsonen skilt sig af med mange spiller bl.a. Matt Jones, Reggie Williams, deres to offensive tackles og ikke mindst Fred Taylor. Dette betød, at man var nødt til at drafte mange unge spillere, og starte et generations skifte. På trods af de mange unge spillere vandt Jaguars syv kampe i 2009 sæsonen.

## Hall of Fame spillere
Jacksonville Jaguars har ingen spillere i Pro Football Hall of Fame.

## Tidligere spillere
Nogle af de spillere, som tideligere har været stjernespillere for Jacksonville Jaguars, og har haft stor betydning for holdet succes:
- Fred Taylor
- Jimmy Smith
- Mark Brunell
- Keenan McCardell

## Hold statistik
(Til og med spille uge 14 i NFL sæson 2009. Inklusiv playoff kampe.)
| Hold                 | Sejre | Nederlag | Uafgjort | Procent | Playoff |
| -------------------- | ----- | -------- | -------- | ------- | ------- |
| Arizona Cardinals    | 2     | 1        | 0        | 0.667   |         |
| Atlanta Falcons      | 3     | 1        | 0        | 0.750   |         |
| Baltimore Ravens     | 9     | 7        | 0        | 0.563   |         |
| Buffalo Bills        | 4     | 5        | 0        | 0.444   | 1-0     |
| Carolina Panthers    | 3     | 1        | 0        | 0.750   |         |
| Chicago Bears        | 2     | 3        | 0        | 0.400   |         |
| Cincinnati Bengals   | 11    | 6        | 0        | 0.647   |         |
| Cleveland Browns     | 8     | 4        | 0        | 0.667   |         |
| Dallas Cowboys       | 2     | 2        | 0        | 0.500   |         |
| Denver Broncos       | 4     | 3        | 0        | 0.571   | 1-1     |
| Detroit Lions        | 3     | 1        | 0        | 0.750   |         |
| Green Bay Packers    | 2     | 2        | 0        | 0.500   |         |
| Houston Texans       | 8     | 8        | 0        | 0.500   |         |
| Indianapolis Colts   | 4     | 14       | 0        | 0.222   |         |
| Kansas City Chiefs   | 6     | 2        | 0        | 0.750   |         |
| Miami Dolphins       | 2     | 2        | 0        | 0.500   | 1-0     |
| Minnesota Vikings    | 1     | 3        | 0        | 0.250   |         |
| New England Patriots | 0     | 5        | 0        | 0.000   | 1-3     |
| New Orleans Saints   | 2     | 2        | 0        | 0.500   |         |
| New York Giants      | 2     | 2        | 0        | 0.500   |         |
| New York Jets        | 6     | 2        | 0        | 0.750   |         |
| Oakland Raiders      | 3     | 1        | 0        | 0.750   |         |
| Philadelphia Eagles  | 3     | 0        | 0        | 1.000   |         |
| Pittsburgh Steelers  | 11    | 9        | 0        | 0.550   | 1-0     |
| San Diego Chargers   | 2     | 1        | 0        | 0.667   |         |
| San Francisco 49ers  | 2     | 1        | 0        | 0.667   |         |
| Seattle Seahawks     | 2     | 4        | 0        | 0.333   |         |
| St. Louis Rams       | 1     | 2        | 0        | 0.333   |         |
| Tampa Bay Buccaneers | 3     | 1        | 0        | 0.750   |         |
| Tennessee Titans     | 13    | 17       | 0        | 0.433   | 0-1     |
| Washington Redskins  | 1     | 3        | 0        | 0.250   |         |

## Holdrekorder

### Karriererekorder
- Flest russing yards: 11,271 yards, Fred Taylor
- Flest TD: 70, Fred Taylor
- Flest passing yards: 25,793 Mark Brunell
- Flest passing TD: 144, Mark Brunell
- Flest receptions: 862, Jimmy Smith
- Flest receiving yards: 12,287 yards, Jimmy Smith

### Sæsonrekorder
- Flest passing yards: 4,367 yards, Mark Brunell i 1996
- Flest passing TD: 23, David Garrard i 2010
- Flest russing yards: 1,572 yards, Fred Taylor i 2003
- Flest TD: 17, Fred Taylor i 1998
- Flest receptions: 116, Jimmy Smith i 1999
- Flest receiving yards: 1,636 yards, Jimmy Smith i 1999
- Flest INT: 8, Rashean Mathis i 2006
- Flest point: 134, Mike Hollis i 1997

### Kamprekorder
- Flest passing yards: 432 yards, Mark Brunell i 1996
- Flest passing TD: 4, flere
- Flest receptions: 16, Keenan McCardell i 1996
- Flest receiving yards: 291 yards, Jimmy Smith i 2000
- Flest TD: 5, James Stewart i 1997
- Flest rusing yards: 234 yards, Fred Taylor i 2000

### Tilskuere
- Flest tilskuere (kamp): 74,143 i 1998
- Flest tilskuere (sæson): 561,472 i 1998